# Navette parlementaire
En France, l'expression navette parlementaire désigne communément la transmission et l'examen successif d'un projet ou d'une proposition  de loi, par l'Assemblée nationale et le Sénat, en vue d'aboutir à une adoption dans des termes identiques par les deux chambres dans le cadre de la Procédure législative.
D'après le Sénat : « Aux termes de l'article 45 alinéa 1 de la Constitution : Tout projet ou proposition de loi est examiné successivement dans les deux assemblées du Parlement en vue de l’adoption d’un texte identique. En général, l'adoption définitive d'un texte résulte de son vote dans les mêmes termes par l'Assemblée Nationale et le Sénat par un mouvement de va-et-vient du texte en discussion entre les deux assemblées, communément appelé "navette". »
En cas d'échec, si l'accord ne se fait pas, l'Assemblée peut imposer son texte si le gouvernement le lui demande.

## En cas de désaccord

### La convocation d'une commission mixte paritaire
En principe, la navette se poursuit tant qu'existe un désaccord entre les deux chambres sur tout ou partie du texte.
Les cas de désaccord persistant peuvent se régler par la convocation d'une commission mixte paritaire (CMP) constituée de députés et de sénateurs, conformément aux dispositions de l'article 45 alinéa 2 de la Constitution. Cet article prévoit en effet que, « lorsque, par suite d'un désaccord entre les deux assemblées, un projet ou une proposition de loi n'a pu être adopté après deux lectures par chaque assemblée ou, si le Gouvernement a décidé d'engager la procédure accélérée sans que les Conférences des présidents s'y soient conjointement opposées, après une seule lecture par chacune d'entre elles, le Premier ministre ou, pour une proposition de loi, les présidents des deux assemblées agissant conjointement, ont la faculté de provoquer la réunion d'une commission mixte paritaire chargée de proposer un texte sur les dispositions restant en discussion. »
Le texte est transmis pour une ultime navette entre les deux chambres, l'Assemblée nationale ayant le dernier mot en cas d'impossibilité de parvenir à une adoption du texte dans des termes identiques.

### Les procédures dérogatoires à la procédure
La procédure de convocation d'une commission mixte paritaire n'est pas applicable pour l'adoption d'un projet ou d'une proposition de révision de la Constitution fondée sur l'article 89 de la Constitution, qui doit être adopté dans des termes identiques par les deux chambres.
L'adoption des lois organiques, des lois de financement et de lois de financement de la Sécurité sociale obéissent également à des règles spécifiques.